# Mario Bianchi
Mario Bianchi (Róma, 1939. január 7. – 2022. április) olasz filmrendező. Pályája kezdetén az 1970-es években még mozifilmekkel nyitott, később pedig átváltott a pornófilmekre és más pornográf tartalmú filmalkotásokra.

## Élete és munkája
Édesapja Roberto Bianchi Montero rendező, akitől a filmezés alapjait is eltanulta. 1967-től kezdett el dolgozni segédrendezőként Siro Marcellini és Ferdinando Baldi, valamint saját apja mellett. Többször hozzájárult a forgatókönyvek megírásához. Gyakran alkalmazott olyan spanyol és olasz színészeket, akik apja stábjában is dolgoztak, s barátságot kötöttek a rendezővel, úgy mint Aldo Sambrell, vagy Frank Braña.
1971-től jelentkezett önálló alkotásokkal és a korszak divatműfajait követve eleinte spagettiwesterneket és olasz rendőrfilmekkel ún. poliziottescó-kat forgatott. Ezeket a filmeket a kritikák már akkoriban elsősorban pénzügyi célzatúnak tartották. 1981-től Bianchi már fokozottan erotikus tartalmú filmeket csinált, sőt 1983-tól lényegében átállt a pornófilmek készítésére, amelyeket sok esetben csak videókazetta-forgalmazásra születtek. Édesapja Roberto szintén készített az 1970-es évek végétől néhány pornófilmet, de ő maga nem szakosodott erre a műfajra.
Egyik ilyen vitatott pornográf elemeket bőven tartalmazó horrorfilmje A Sátán szeretője (La bimba di Satana), ahol pornószínészek mellett hivatásos színészek (így Aldo Sambrell) is dolgoztak. Utóbbiaknak természetesen nem kellett részt venniük a valós szexjelenetekben, hanem a velük dolgozó pornószínészek lettek a dublőreik. Film hátborzongató képsorain és pornójelenetein kívül okkultizmusról, járkáló halottakról és vérfertőzésről szól.
Bianchi 2001-ig aktív maradt a filmvilágban, de pornófilmeken kívül ritkán készített hagyományos alkotásokat. Az 1990-es évek végén a magyar pornócsillaggal Staller Ilonával azaz Cicciolinával is forgatott, sőt rajta kívül még más magyar felnőttfilmszínésznők is dolgoztak Bianchinak.
Filmjeiben használt művésznevei: Alan W. Cools, Nicholas Moore, Martin White, Jim Reynolds, Mark B. Light, Arthur Wolf, David Bird, Tony Yanker.
Érdekesség, hogy Olaszországban élt még egy Mario Bianchi nevű filmrendező, aki csupán egyetlen filmmel, az 1966-os La legge della mafia c. krimivel próbálkozott, ám nem sikerült érvényesülnie a filmiparban. Ehelyett papi pályára lépett és misszionáriusként Polinéziába ment.